# Kline (ville)
Pour les articles homonymes, voir Kline.
Kline (en russe : Клин) est une ville de l'oblast de Moscou, en Russie, et le centre administratif du raïon de Kline. Sa population s'élevait à 79 056 habitants en 2017.

## Géographie
Kline est située à 85 km au nord-ouest de Moscou. L'autoroute M10 et le chemin de fer reliant Moscou à Saint-Pétersbourg passent par la ville.

## Histoire
Kline est connue depuis 1317. En 1482, elle a été incorporée dans la Moscovie avec le reste de la grande principauté de Tver.
Kline fut brièvement occupée par l'armée allemande au cours de la bataille de Moscou, du 23 novembre 1941 au 15 décembre 1941. Elle fut reprise par le front de l'Ouest de l'Armée rouge au cours de l'opération Kline-Solnetchnogorsk. La ville fut gravement endommagée par les combats.
Kline possède une importante base aérienne (en), très active pendant la guerre froide. Le 10 novembre 2024, pendant l'invasion de l'Ukraine par la Russie, le HUR a revendiqué la destruction d'un Mi-24 par un incendie sur la base aérienne.

## Patrimoine
Kline possède plusieurs églises, dont les plus notables sont l’église du cloître Dormition (XVIe siècle) et la cathédrale baroque de la Résurrection (1712). La ville est mieux connue comme la résidence de Piotr Ilitch Tchaïkovski, dont la maison est ouverte aux visiteurs comme musée; le Mémorial national musée-zapovednik musical P.I. Tchaïkovski. C'est ici que le compositeur a créé la musique de ses célèbres ballets La Belle au bois dormant et Casse-Noisette.

## Population
Recensements (*) ou estimations de la population :
| 1856  | 1897* | 1926* | 1939*  | 1959*  | 1970*  | 1979*  |
| ----- | ----- | ----- | ------ | ------ | ------ | ------ |
| 3 900 | 4 655 | 8 731 | 27 691 | 53 322 | 80 875 | 91 487 |

| 1989*  | 2002*  | 2010*  | 2014   | 2015   | 2016   | 2017   |
| ------ | ------ | ------ | ------ | ------ | ------ | ------ |
| 94 908 | 83 178 | 80 585 | 79 461 | 79 249 | 79 075 | 79 056 |

## Économie
La ville possède une grande brasserie, qui produit la bière Klineskoïe. En 2005 a été mise en service une verrerie, Zavod Glaverbel (Главербель), filiale de l'entreprise belge Glaverbel, qui appartient au groupe japonais AGC. L'investissement s'est élevé à 270 millions de dollars. L'usine produit 37 millions de mètres carrés de verre poli par an,.

## Sport
Une équipe de football locale, Khimik, joue dans la ligue de l'oblast de Moscou.

## Jumelages
La ville est jumelée à :
- Lappeenranta (Finlande)
- Orly (France)
- Meishan (Chine)
- Krytchaw (Biélorussie)
- Berazino (Biélorussie)

## Personnalités
L'haltérophile Yevgeny Minayev (1933-1993), champion olympique et du monde, est né et mort à Kline.